# Giro de Emília de 2016
A 99ª edição da clássica ciclista Giro de Emília foi uma carreira ciclista que se disputou a 24 de setembro de 2016 em Bolonha (Itália) sobre um percurso de 213 km.
Fez parte do UCI Europe Tour em sua máxima categoria 1.hc.
A carreira foi vencida pelo corredor colombiano Esteban Chaves da equipa Orica-BikeExchange, em segundo lugar Romain Bardet (AG2R La Mondiale) e em terceiro lugar Rigoberto Urán (Cannondale-Drapac).

## Percurso
O Giro de Emília dispôs de um percurso total de 213 quilómetros com lugar de início na Piazza Costituzione (Bolonha) até Santuário de Nossa Senhora de São Luca (Bolonha).

## Equipas participantes
Tomaram parte na carreira 25 equipas: 10 de categoria UCI Pro Team convidados pela organização; 13 de categoria Profissional Continental; e 2 de categoria Continental. Formando assim um pelotão de 197 ciclistas dos que acabaram 66. As equipas participantes foram:
| Equipes WorldTeam (10)- AG2R La Mondiale - BMC Racing Team - Trek-Segafredo - Cannondale-Drapac - FDJ - Dimension Data - Lampre-Merida - Astana - Movistar Team - Orica-BikeExchange Equipes profissionais Continentais (13)- Caja Rural-Seguros RGA - Bardiani CSF - Cofidis, Solutions Crédits - Nippo-Vini Fantini - Wilier Triestina-Southeast - Topsport Vlaanderen-Baloise - Androni Giocattoli-Sidermec - Gazprom-RusVelo - Delko-Marseille Provence-KTM - Bora-Argon 18 - Fortuneo-Vital Concept - CCC Sprandi Polkowice - Wanty-Groupe Gobert Equipes Continentais (2)- GM Europa Ovini - Unieuro Wilier |
| |

## Classificação final
- As classificações finalizaram da seguinte forma:[5]

| \| Classificação geral \| Classificação geral \| Classificação geral \| Classificação geral \| Classificação geral \| \| Ciclista \| Ciclista \| Equipe \| Tempo \| \| \| ------------------- \| --------------------- \| --------------------------- \| ------------------- \| ------------------- \| \| 1. \| Esteban Chaves \| Orica-BikeExchange \| 5h07m28s \| \| \| 2. \| Romain Bardet \| AG2R La Mondiale \| + 3s \| \| \| 3. \| Rigoberto Urán \| Cannondale-Drapac \| + 3s \| \| \| 4. \| Fabio Aru \| Astana \| + 3s \| \| \| 5. \| Jan Bakelants \| AG2R La Mondiale \| + 10s \| \| \| 6. \| Rodolfo Torres \| Androni Giocattoli-Sidermec \| + 10s \| \| \| 7. \| Jonathan Hivert \| Fortuneo-Vital Concept \| + 11s \| \| \| 8. \| Diego Ulissi \| Lampre-Merida \| + 14s \| \| \| 9. \| Davide Villella \| Cannondale-Drapac \| + 14s \| \| \| 10. \| Igor Antón \| Dimension Data \| + 14s \| \| \| 11. \| Pello Bilbao \| Caja Rural-Seguros RGA \| + 17s \| \| \| 12. \| Pierre Latour \| AG2R La Mondiale \| + 17s \| \| \| 13. \| Sébastien Reichenbach \| FDJ \| + 17s \| \| \| 14. \| Xandro Meurisse \| Wanty-Groupe Gobert \| + 17s \| \| \| 15. \| Fränk Schleck \| Trek-Segafredo \| + 20s \| \| \| 16. \| Franco Pellizotti \| Androni Giocattoli-Sidermec \| + 23s \| \| \| 17. \| Rudy Molard \| Cofidis, Solutions Crédits \| + 23s \| \| \| 18. \| Alessio Taliani \| Androni Giocattoli-Sidermec \| + 23s \| \| \| 19. \| Michael Woods \| Cannondale-Drapac \| + 23s \| \| \| 20. \| Ben Hermans \| BMC Racing Team \| + 23s \| \| |                       |                             |          |
| |                       |                             |          |
| Fonte: ProCyclingStats |                       |                             |          |
| Classificação geral |                       |                             |          |
| Ciclista | Ciclista              | Equipe                      | Tempo    |
| 1. | Esteban Chaves        | Orica-BikeExchange          | 5h07m28s |
| 2. | Romain Bardet         | AG2R La Mondiale            | + 3s     |
| 3. | Rigoberto Urán        | Cannondale-Drapac           | + 3s     |
| 4. | Fabio Aru             | Astana                      | + 3s     |
| 5. | Jan Bakelants         | AG2R La Mondiale            | + 10s    |
| 6. | Rodolfo Torres        | Androni Giocattoli-Sidermec | + 10s    |
| 7. | Jonathan Hivert       | Fortuneo-Vital Concept      | + 11s    |
| 8. | Diego Ulissi          | Lampre-Merida               | + 14s    |
| 9. | Davide Villella       | Cannondale-Drapac           | + 14s    |
| 10. | Igor Antón            | Dimension Data              | + 14s    |
| 11. | Pello Bilbao          | Caja Rural-Seguros RGA      | + 17s    |
| 12. | Pierre Latour         | AG2R La Mondiale            | + 17s    |
| 13. | Sébastien Reichenbach | FDJ                         | + 17s    |
| 14. | Xandro Meurisse       | Wanty-Groupe Gobert         | + 17s    |
| 15. | Fränk Schleck         | Trek-Segafredo              | + 20s    |
| 16. | Franco Pellizotti     | Androni Giocattoli-Sidermec | + 23s    |
| 17. | Rudy Molard           | Cofidis, Solutions Crédits  | + 23s    |
| 18. | Alessio Taliani       | Androni Giocattoli-Sidermec | + 23s    |
| 19. | Michael Woods         | Cannondale-Drapac           | + 23s    |
| 20. | Ben Hermans           | BMC Racing Team             | + 23s    |

## UCI Europe Tour
O Giro de Emília outorga pontos para o UCI Europe Tour de 2016, para corredores de equipas nas categorias UCI Pro Team, Profissional Continental e Equipas Continentais. A seguinte tabela corresponde ao barómetro de pontuação:
| Posição   | 1.º | 2.º | 3.º | 4.º | 5.º | 6.º | 7.º | 8.º | 9.º | 10.º | 11.º | 12.º | 13.º | 14.º | 15.º |
| Pontuação | 100 | 70  | 40  | 30  | 25  | 20  | 15  | 10  | 9   | 8    | 7    | 6    | 5    | 4    | 3    |

| Classificação | Classificação   | Classificação               | Classificação |
| Posição       | Ciclista        | Equipa                      | Pontos        |
| ------------- | --------------- | --------------------------- | ------------- |
| 1.º           | Esteban Chaves  | Orica-BikeExchange          | 100           |
| 2.º           | Romain Bardet   | AG2R La Mondiale            | 70            |
| 3.º           | Rigoberto Urán  | Cannondale-Drapac           | 40            |
| 4.º           | Fabio Aru       | Astana                      | 30            |
| 5.º           | Jan Bakelants   | AG2R La Mondiale            | 25            |
| 6.º           | Rodolfo Torres  | Androni Giocattoli-Sidermec | 20            |
| 7.º           | Jonathan Hivert | Fortuneo-Vital Concept      | 15            |
| 8.º           | Diego Ulissi    | Lampre-Merida               | 10            |
| 9.º           | Davide Villella | Cannondale-Drapac           | 9             |
| 10.º          | Igor Antón      | Dimension Data              | 8             |

Ademais, também outorgou pontos para o UCI World Ranking (classificação global de todas as carreiras internacionais).
| Posição   | 1º  | 2º  | 3º  | 4º  | 5º | 6º | 7º | 8º | 9º | 10º |
| Pontuação | 200 | 150 | 125 | 100 | 85 | 70 | 60 | 50 | 40 | 35  |

| Classificação | Classificação   | Classificação               | Classificação |
| Posição       | Ciclista        | Equipa                      | Pontos        |
| ------------- | --------------- | --------------------------- | ------------- |
| 1.º           | Esteban Chaves  | Orica-BikeExchange          | 200           |
| 2.º           | Romain Bardet   | AG2R La Mondiale            | 150           |
| 3.º           | Rigoberto Urán  | Cannondale-Drapac           | 125           |
| 4.º           | Fabio Aru       | Astana                      | 100           |
| 5.º           | Jan Bakelants   | AG2R La Mondiale            | 85            |
| 6.º           | Rodolfo Torres  | Androni Giocattoli-Sidermec | 70            |
| 7.º           | Jonathan Hivert | Fortuneo-Vital Concept      | 60            |
| 8.º           | Diego Ulissi    | Lampre-Merida               | 50            |
| 9.º           | Davide Villella | Cannondale-Drapac           | 40            |
| 10.º          | Igor Antón      | Dimension Data              | 35            |